# Giulio Onesti
Giulio Onesti (Turín, 4 de enero de 1912 - Roma, 11 de diciembre de 1981) fue un funcionario italiano del deporte.
Comisionado de CONI entre 1944 y 1946, fue nombrado presidente del mismo por el gobierno Bonomi en 1946 y se mantuvo así hasta 1978. Fue miembro del COI en 1964 hasta su muerte. Nombrado para liquidar el Comité Olímpico Nacional, con la ayuda de Adriano Ossicini y otros logró evitarlo y para revivir este institución en la Italia liberal y democrática. Cuando se reorganizó il CONI trabajó con habilidad para conseguir los Juegos Olímpicos de Invierno de Cortina en 1956 y los Juegos Olímpicos de Verano de Roma en 1960, contribuyendo a su gran éxito.
Realizó la expansión de la biblioteca de CONI existente a Roma, fundada en 1940 por Bruno Zauli. La biblioteca, que ya tenía de 350 volúmenes, recibió de él las colecciones de los principales periódicos de que La Gazzetta dello Sport, Il Littoriale y los renacidos en 1945 como Tuttosport, Il Corriere dello Sport y Lo Stadio.
Él mismo trabajó en una campaña de recogida de documentos y libros a partir de 1947 los atletas llevar a la biblioteca que posee la colección más amplia y general en Italia, especializada en deportes y educación física, que consiste en aproximadamente 35.000 volúmenes, entre ellos un Fondo de edad, más de 2.000 publicaciones periódicas, la mitad italiano y la otra mitad extranjeros, y 39 periódicos. Participa en la colección de libros publicados en todas las federaciones deportivas anunció la solicitud de prueba oficial de la ampliación de la Biblioteca.
Fue el fundador en 1968 de los Juegos de la Juventud y el promotor del COE están con Raoul Mollet y Raymond Gafner.